# António José Fernandes
António José Fernandes (ur. 27 lipca 1942 w Múrias, gmina Mirandela) – portugalski polityk, politolog i nauczyciel akademicki, parlamentarzysta krajowy, od 1986 do 1987 poseł do Parlamentu Europejskiego II kadencji.

## Życiorys
W 1974 ukończył studia z nauk społecznych i politycznych na Politechnice Lizbońskiej. W 1984 doktoryzował się na macierzystej uczelni, w 1994 habilitował się na Uniwersytecie Minho, a w 1997 został profesorem. Specjalizował się w zakresie stosunków międzynarodowych i europeistyki. Od 1975 był nauczycielem akademickim na Uniwersytecie Minho, nauczał także na Universidade Moderna w Porto i Escola Superior de Polícia w Lizbonie. Został kierownikiem centrum studiów międzynarodowych oraz kierunku na UM Porto. W latach 2001–2007 pełnił funkcję rektora Universidade Moderna w Porto (w 2005 przekształconego w Universidade Lusófona do Porto). Publikował książki naukowe dotyczące m.in. teorii polityki, systemów ustrojowych oraz relacji Portugalii z Hiszpanią i Wspólnotami Europejskimi.
Zaangażował się w działalność polityczną w ramach Demokratycznej Partii Odnowy. W latach 1985–1987 zasiadał w Zgromadzeniu Republiki IV kadencji, reprezentując dystrykt Braga. Od 1 stycznia 1986 do 13 września 1987 wykonywał mandat posła do Parlamentu Europejskiego w ramach delegacji krajowej. Przystąpił do Europejskiego Sojuszu Demokratycznego, należał m.in. do Komisji ds. Polityki Regionalnej i Planowania Regionalnego oraz Komisji ds. Kontroli Budżetu.